# شیری‌والا
شیری‌والا (به انگلیسی: Sherewala) یک روستا در پاکستان است که در پنجاب واقع شده‌است. شیری‌والا ۱۷۸ متر بالاتر از سطح دریا واقع شده‌است.